# Termokras

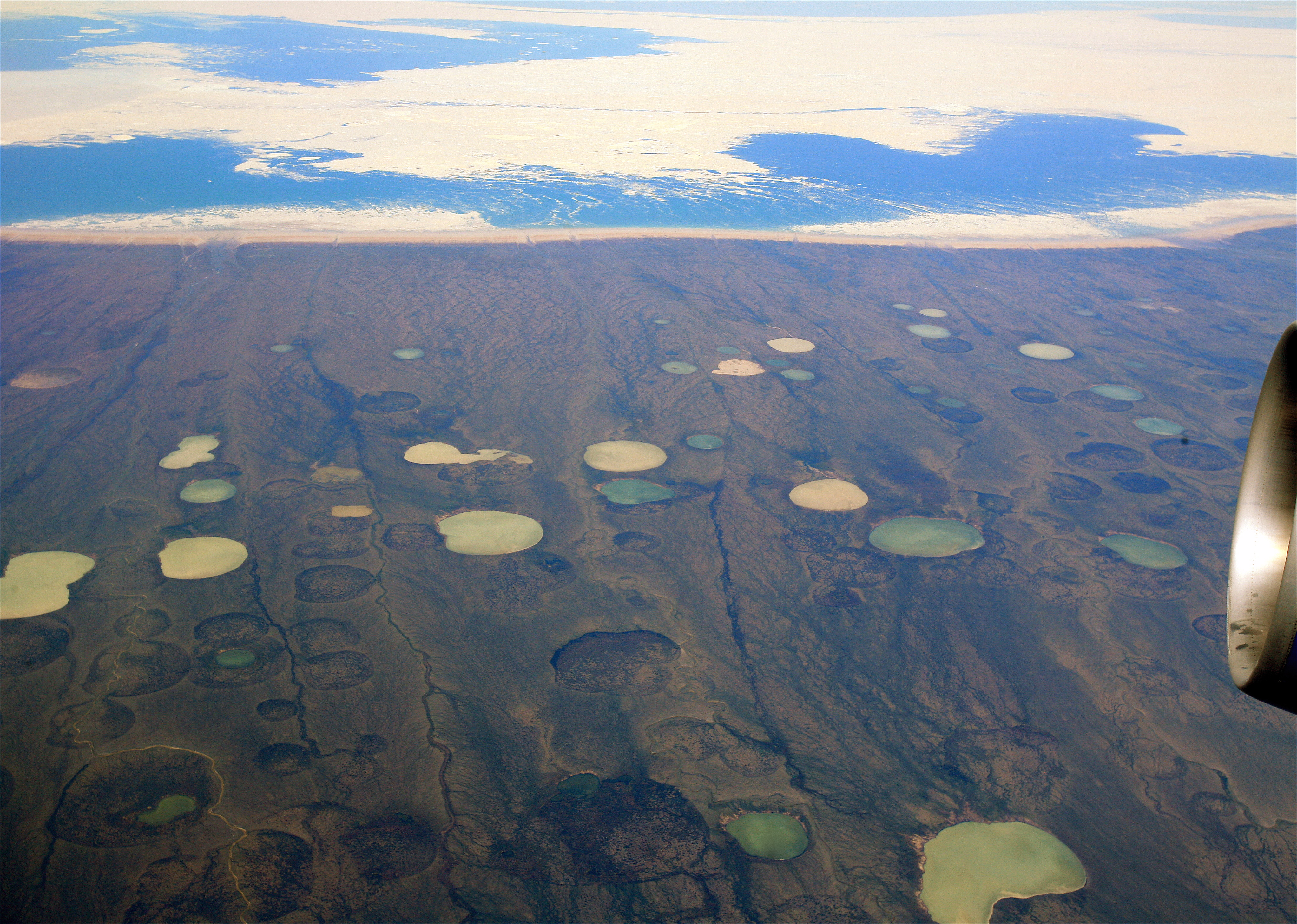
Jeziorka powstałe w obszarze topniejącej wiecznej zmarzliny w Kanadzie

Termokras, kras termiczny, geliwytopiska – formy terenu podobne do krasowych, powstałe w obszarach wiecznej zmarzliny wskutek wytapiania lodu.
Termokras występuje na obszarach wiecznej zmarzliny, m.in. Syberii, Alaski i północnej Kanady.